# Chrystus nasz Zbawiciel
Chrystus nasz Zbawiciel (ang. Christ Our Saviour) – książka autorstwa Ellen G. White skierowana do dzieci, opowiadająca o życiu i nauczaniu Jezusa Chrystusa, począwszy od jego narodzin aż do wniebowstąpienia. Pozycja została napisana prostym językiem i opatrzona ilustracjami. Jest sztandarowym i klasycznym podręcznikiem używanym w Kościele Adwentystów Dnia Siódmego do katechizacji dzieci starszych. Każdy rozdział posiada liczne odwołania do Pisma Świętego.

## Treść
- Narodziny Jezusa
- Ofiarowanie Jezusa w świątyni
- Pokłon mędrców
- Ucieczka do Egiptu
- Dzieciństwo Jezusa
- Ciężkie chwile
- Chrzest
- Pokusa
- Wczesne wystąpienie
- Nauki Chrystusa
- Przestrzeganie sabatu
- Dobry Pasterz
- Wjazd do Jerozolimy
- Wynieście to stąd
- Wieczerza paschalna
- W Getsemane
- Zdrada i pojmanie
- Przed Annaszem, Kaifaszem i Radą Najwyższą
- Judasz
- Przed Piłatem i Herodem
- Wydany przez Piłata
- Golgota
- Śmierć Chrystusa
- W grobie Józefa
- Chrystus zmartwychwstał
- Idź i powiedz uczniom moim
- Świadkowie
- Ten sam Jezus
- Ich Pan

## Wydania w języku polskim
- Chrystus nasz Zbawiciel, Hamburg 1912
- Chrystus nasz Zbawiciel, Hamburg 1913
- Chrystus nasz Zbawiciel, Hamburg 1914
- Chrystus nasz Zbawiciel, Bydgoszcz 1924 (Wydawnictwo „Poliglot”)
- Chrystus nasz Zbawiciel, Warszawa 1992 (Chrześcijański Instytut Wydawniczy „Znaki Czasu”)
- Chrystus nasz Zbawiciel, Warszawa 1997 (Chrześcijański Instytut Wydawniczy „Znaki Czasu”)

Najnowsze wydanie z 1997 r. liczy 94 strony i jest bogato ilustrowane. Oprócz dotychczasowych ilustracji, zamieszczono także dodatkowe na kredowym papierze w pełnym kolorze.